# Eszelényfélék
Az eszelényfélék (Attelabidae) a bogarak (Coeloptera) rendjébe és a mindenevő bogarak (Polyphaga) alrendjébe tartozó család.
A család fajai mind növényevő rovarok, sok fajuk jelentős mezőgazdasági kártevő. Kárképük jellegzetes, a növények leveleit az imágók összesodorják, levélsodratot készítenek, ami a lárvák fejlődési helyéül szolgál.

## Jellemzők
A Attelabidae családba tartozó bogarak hossza 4–8 milliméter között változik. Nagyon hasonlítanak az ormányosbogarakhoz (Curculionoidea), mivel nekik is van orrnyúlványuk (ormányuk), bár ez erősebb felépítésű. Csápjaik nem hajlítottak. Lábuk erőteljesen fejlett, lassú mozgásra alkalmas. A lábfejek ötízűek, de a negyedik íz gyakran alig észlelhető. A lábfejek alsó felülete sűrűn szőrözött. A családra jellemzőek a négyízű rágópálcák (ellentétben a legtöbb ormányosbogáréval, amelyek egy- vagy kétízűek). Sok fajuk feltűnően színezett (apozematikus színezet vagy figyelmeztető mintázat), különösen a Rhynchitinae alcsalád tagjai, melyek gyakran metálosan csillogóak. A bogarak általában kopasznak tűnnek, sűrű szőrzet vagy pikkelyborítás szinte sosem fordul elő. Az Apoderinae alcsalád fajai összetéveszthetetlenek. Fejükön a halántékok arcélként kerekítettek, megnyúltak, és a fejük hátsó része nyakszerűen elkeskenyedett.

## Életmód
A bogarak és lárváik egyaránt növényekkel táplálkoznak (fitofágok). Fő táplálékforrásuk a lombos fák és cserjék levelei. Különösen gyakran fordulnak elő a rózsaféléken (Rosaceae), a bükkfaféléken (Fagaceae) és a nyírfaféléken (Betulaceae), de számos más növénycsaládra specializálódott fajok is léteznek. Az összes faj körülbelül kétharmada monofág, vagyis egyetlen növényfajon vagy nemzetségen él. Csak kevés faj fordul elő számos különböző növényfajon.
A bogarak rendkívüli szülői gondoskodást fejlesztettek ki. A nőstény úgy vágja be a leveleket, hogy azok összegördüljenek. Ezekbe a levélgöngyölegekbe helyezi petéit, így a lárvák védett környezetben fejlődhetnek. Egyes formák egyszerűen csak elvágják a levelet, így az elhervad, és a földre hullik. Ez a viselkedés az alapvetőbb formának számít, amelyből a levélgöngyölők kifinomultabb viselkedése kialakult. A Rhynchitinae alcsaládhoz tartozó fajok között akadnak olyanok is, amelyek nem hajtogatják vagy göngyölik a leveleket. Ezek általában termésalapzatokon vagy rügyeken élnek. Néhány faj lágy szárú növényeken él, például Közép-Európában az Auletobius sanguisorbae a nagy vérfűn. Nagyon kevés, filogenetikailag ősi faj tűlevelűekhez kötődik.
A levélgöngyölők viselkedését számos korai természetkutató észrevette és leírta, különösen részletesen Jean-Henri Fabre, például a nyárfa-levélgöngyölő (Byctiscus populi) kapcsán. A bogár egy teljesen kinyílt, de még puha levelet választ. Egy mélyedést rág a levélnyélbe, ami a legtöbb, de nem az összes edénynyalábot elvágja. A levél hervadni kezd, és függőlegesen lehajlik. A bogár átmászik a levél felszínére, erős karmai segítségével megfogja a levélszéleket, és azokat befelé hajtogatja. Addig tartja a levelet ebben a helyzetben, amíg az új formájához nem igazodik. A göngyöleg következő rétegét ellenkező irányba alakítja ki, hogy az már meglévő részt biztosítsa. Amikor a göngyöleg elkészül, ormányával rányomja az utolsó réteget, amíg a levélből ragadós váladék nem szivárog, amely rögzíti a göngyöleget. Egy ilyen szivar alakú levélgöngyöleg elkészítése körülbelül 24 órát vesz igénybe. Mindegyik göngyölegbe egy vagy több petét helyez el. A hím a göngyölés közben párosodik a nősténnyel.
A legtöbb Attelabinae kissé eltérő technikát alkalmaz. Nem a levélnyelet vágják be, hanem egy, a főérre merőleges bemetszést ejtenek a levélalap lemezén. Így nem az egész levél, hanem csak annak elülső része alakul át göngyöleggé. A fajtól függően csak az egyik vagy mindkét levélszél kerül bemetszésre. Néhány faj úgy hajtogatja a leveleket, hogy előzetesen nem vágja be azokat. A levélgöngyölegek alakja és megjelenése fajspecifikus. A legtöbb fajnál az elhervadt levélgöngyöleg előbb-utóbb leesik a földre. A lárva általában a talajban készít bábkamrát, ahol bebábozódik.
Néhány Attelabidae faj másokra bízza a levélgöngyölést. Az észak-amerikai „tolvaj ormányosbogár” (Pterocolus ovatus) például ezek közé a kleptoparaziták közé tartozik. Keres egy frissen elkészült levélgöngyöleget, amelyet Homoeolabus analis készített tölgyeken vagy gesztenyéken. Ezután elfogyasztja a göngyölegben lévő petét, és a sajátját helyezi bele. A lárva ezután normálisan fejlődik tovább a levél anyagán.
Az Attelabidae általában évente csak egy nemzedéket nevel, bár néhány fajnál előfordul második generáció is.

## Rendszerezés
A családot az alábbi alcsaládokra osztják:
- Attelabinae
- Euscelinae
- Hybolabinae
- Pilolabinae
- Pterocolinae
- Rhynchitinae